# Evangelische Kirche Dexbach

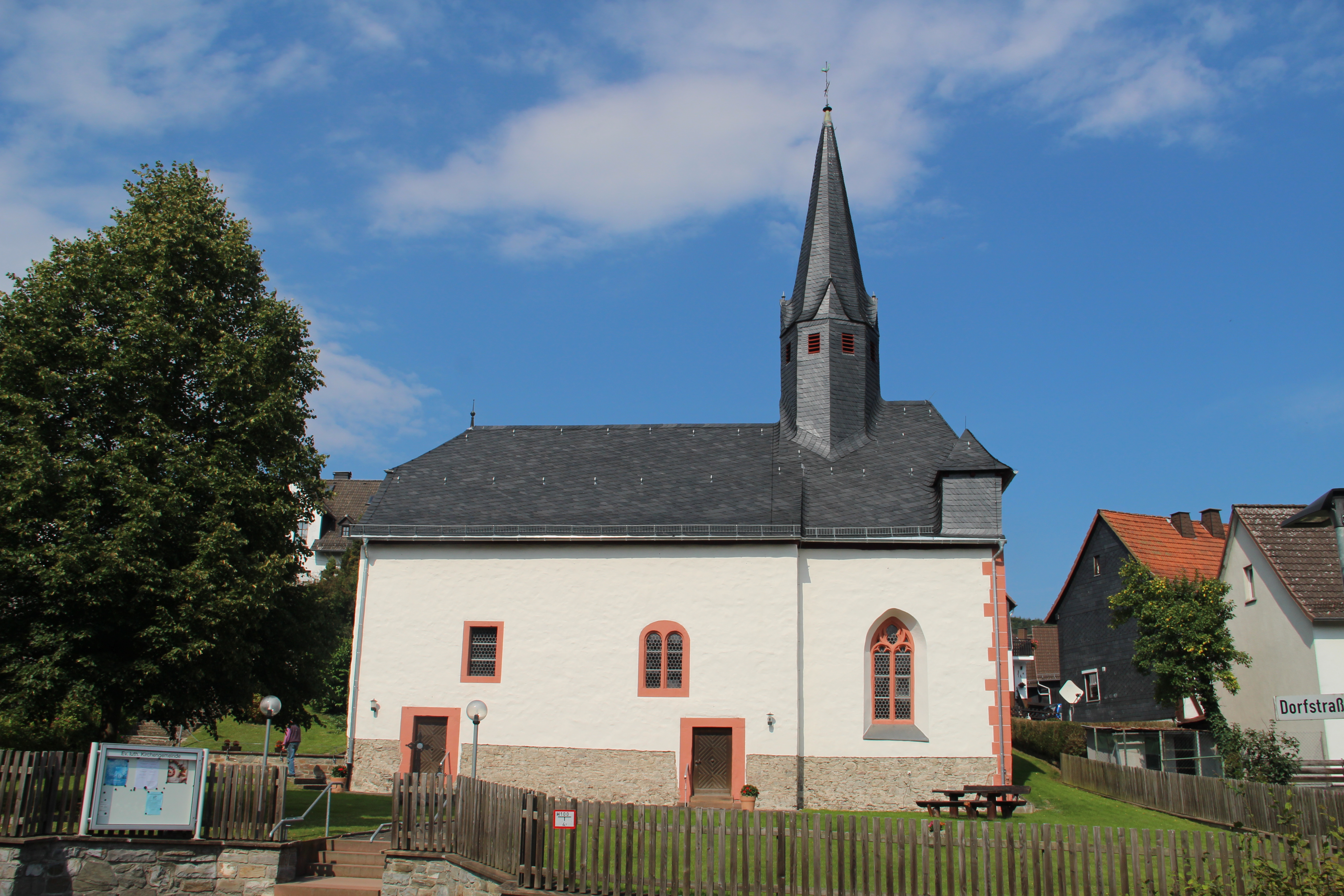
Südostansicht

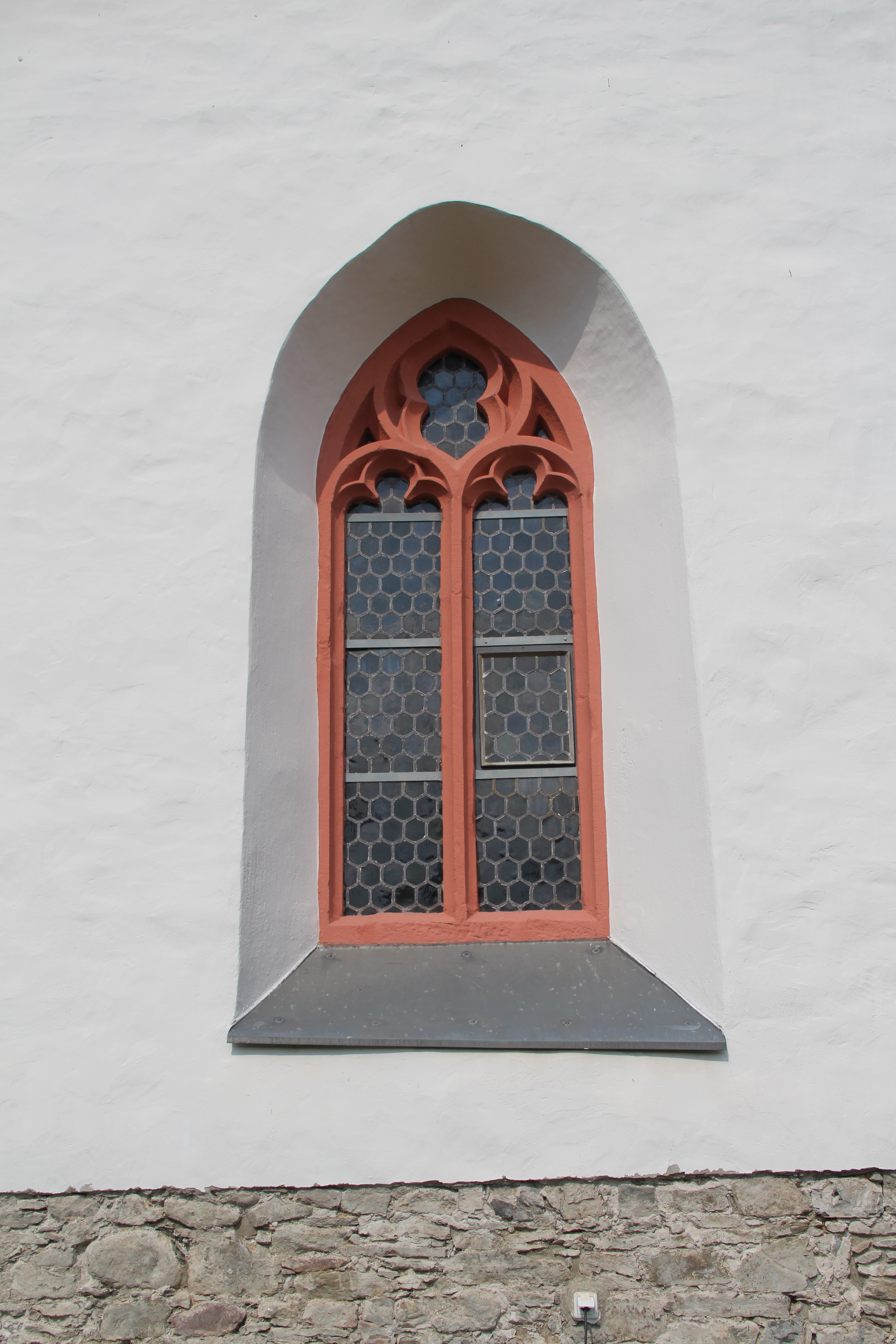
Südfenster im Chor

Die Evangelische Kirche Dexbach ist ein denkmalgeschütztes Kirchengebäude in Dexbach im Hessischen Hinterland. Die romanische Saalkirche wurde im 13. Jahrhundert erbaut und hat auf dem eingezogenen Chor aus spätgotischer Zeit einen achtseitigen Dachreiter.

## Geschichte
Die Dexbacher Kirche wurde im 13. Jahrhundert, möglicherweise um 1260, errichtet und vermutlich dem Apostel Thomas geweiht. Der Ort wird urkundlich erstmals im Jahr 1332 erwähnt, als Gottfried von Dexbach und seine Frau dem Kloster Haina einen Hof verkauften. Ein erster Pfarrer wird im Jahr 1393 genannt. Um 1400 wurde der Chor angebaut oder auf die Höhe des Schiffs gebracht. Wohl Ende des 15. oder Anfang des 16. Jahrhunderts wurde die Ostwand mit Fachwerk aufgestockt. Kirchlich war Dexbach dem Dekanat Kesterburg im Archidiakonat St. Stephan in der Erzdiözese Mainz zugeordnet.
Mit Einführung der Reformation wechselte Dexbach zum evangelisch-lutherischen Bekenntnis. Als evangelischer Pfarrer wirkte hier Jacob Mercator (Kremer) um 1576. Von 1606 bis 1624 nahm die Gemeinde das reformierte Bekenntnis an, um danach endgültig zum lutherischen zurückzukehren. Das Patronatrecht ging im Jahr 1577 an den hessischen Landgrafen. Seit dieser Zeit ist Dexbach pfarramtlich mit Engelbach verbunden. Von 1613 bis 1710 war Eifa (Hatzfeld) nach Dexbach eingepfarrt.
Bei Renovierungsarbeiten in den Jahren 1957 bis 1958 wurden an der Nordwand des romanischen Teils größere Reste eines vom Anfang des 15. Jahrhunderts stammenden Christophorus mit dörflichen Motiven unter Friedrich Bleibaum freigelegt und die Quaderbemalung und Fensterumrahmung aus der  Renaissance restauriert. Die barocken Emporen wurden auf die Westempore reduziert.

## Baubeschreibung

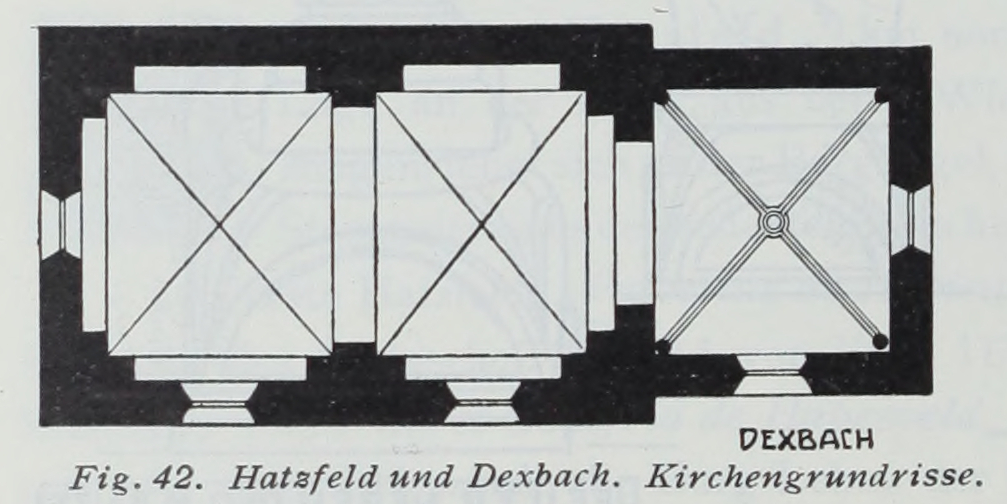
Grundriss

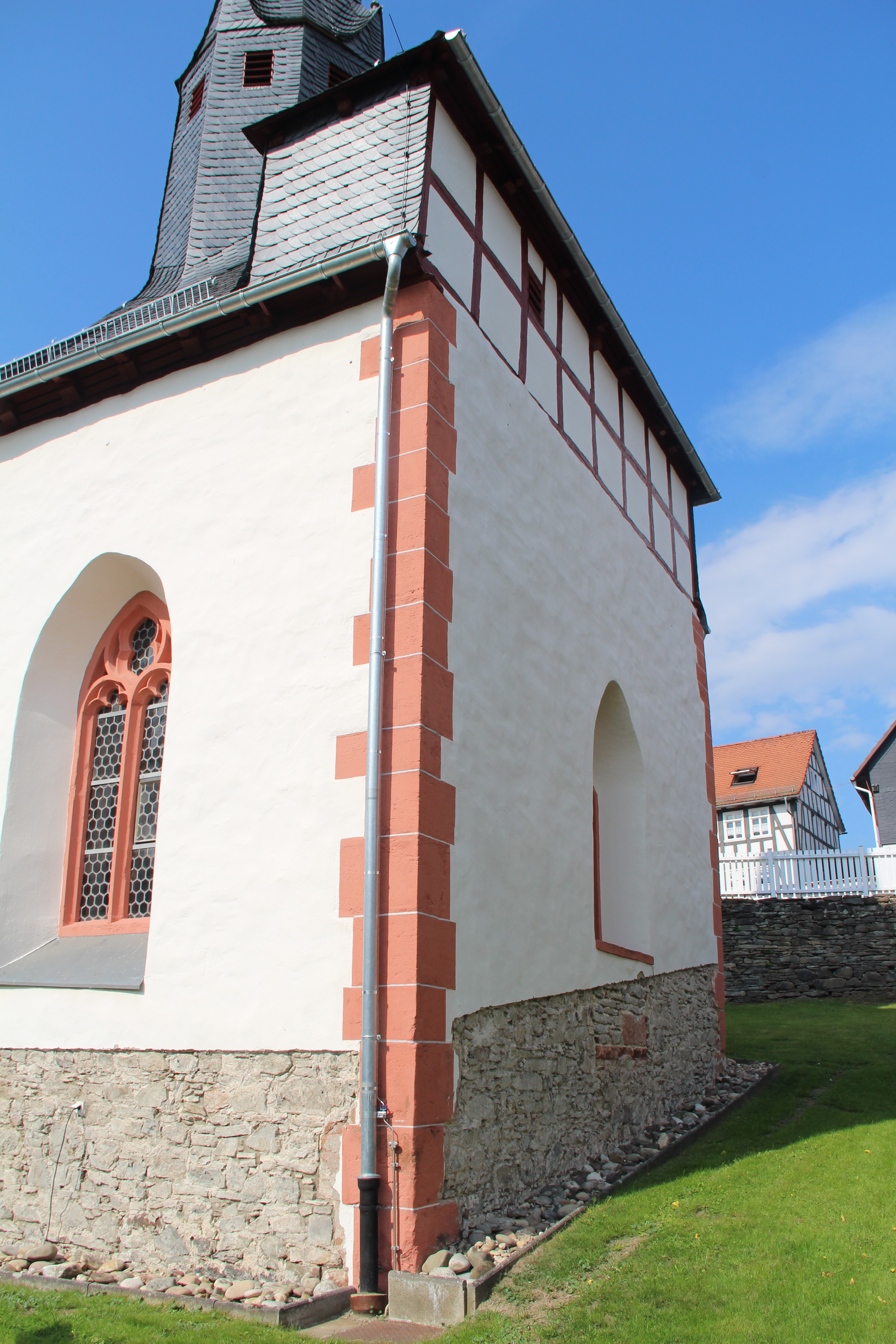
Ostabschluss mit Fachwerkaufbau

Die geostete Kirche mit Schopfwalmdach ist inmitten des Dorfes aus weiß verputztem Bruchsteinmauerwerk errichtet. Nur der Sockel ist unverputzt. Der eingezogene Chor weist Eckquaderung auf.
Das breite, zweijochige romanische Schiff hat ein kuppelartiges, rippenloses Kreuzgratgewölbe, das durch einen breiten Gurtbogen geteilt wird. Die Bemalung mit Sonne und Mond stammt aus dem Jahr 1730. Zwei schlichte, rechteckige Südportale erschließen das Gebäude. Ein Rechteckfenster und ein gekuppeltes Rundbogenfenster in der Südwand belichten das Schiff. Die Nord- und Westseite sind fensterlos.
Der eingezogene, spätgotische Rechteckchor erhält an der Süd- und Ostseite Licht durch zweibahnige Maßwerkfenster mit Nonnenköpfen und in der Spitze Fischbasen. Das gegenüber dem Schiff leicht erhöhte und steilere Chordach trägt einen vollständig verschieferten, achteckigen Dachreiter mit Spitzhelm und vier über den Kanten gebrochenen Giebelchen, der von einem schmiedeeisernen Kreuz mit Wetterhahn bekrönt wird. Der Dachreiter beherbergt ein Dreiergeläut. Die älteste Glocke stammt aus dem 15. Jahrhundert; sie ist aus Bronze, 60 cm hoch und 200 kg schwer. Als Inschrift trägt sie in gotisches Minuskeln den Anfang des Johannesevangeliums. Die Ostmauer ist oben wehrgangartig in Fachwerk mit zweimal acht quadratischen Gefachen ausgebaut.
Die spitzbogigen Kreuzrippengewölbe im Inneren des Chorturms ruhen auf runden Eckdiensten. Die Chor-, Schild- und Gurtbögen weisen Quaderbemalung (um 1730?) im Stil der Renaissance und die Chorfenster florale Renaissanceumrandung auf.  Der Schlussstein im Chor trägt den Buchstaben S. An der Wand ist das nomen sacrum IHS zu lesen.

## Ausstattung
Die schlichte, polygonale, hölzerne Kanzel am nördlichen Chorbogen ruht auf einem Sockel mit vier gewundenen Holzsäulen, der einen früheren Sandsteinsockel ersetzt. Die Kanzelfelder haben kassettierte Füllungen und unterhalb des oberen Gesimskranzes einen Fries. Zwei Felder tragen die Inschrift aus Ps 103,1–4 : „LOBE DEN HERRN MEINE SEELE UND WAS IN MIR IST SEINEN HEILIGEN NAMEN / LOBE DEN HERRN MEINE SEELE UND VERGISS NICHT WAS ER DIR GUTES GETAN HAT / DER DIR ALLE DEINE SÜNDE VERGIBT UND HEILET ALLE DEINE GEBRECHEN / DER DEIN LEBEN VOM VERDERBEN ERLÖST DER DICH KRÖNT MIT GNADE U. BARMHERZIGKEIT“.
Der 1980 bei Ausschachtungsarbeiten auf einem Bauernhof wiederentdeckte, sechsseitige Taufstein stammt aus dem 14. Jahrhundert und ist am südlichen Chorbogen aufgestellt. Im Chor ist eine Piscina eingelassen. Auf dem schlichten Blockaltar steht ein hölzernes Kruzifix des Dreinageltypus. Zu den Vasa sacra gehört ein Kelch aus Zinn, der um 1830 entstand. An der Südwand befindet sich ein gut erhaltener Grabstein des Bartholomäus Rußdorfius aus Marburg von 1668, der von 1633 bis 1668 als Pfarrer in Dexbach wirkte. Das Kirchengestühl im Schiff lässt einen Mittelgang frei. Im Chor stehen einzelne Bänke an der Wand. Die hölzerne, schlichte Westempore aus der Barockzeit hat kassettierte Füllungen und dient als Aufstellungsort für die Orgel.

## Orgel
Johannes Schlottmann stellte 1791 eine Orgel in Dexbach auf. Orgelbauer Peter Dickel aus Treisbach (Wetter) schuf 1861–1862 eine einmanualige Orgel mit acht Registern unter Einbeziehung des barocken Prospekts und älterer Teile. Orgelbau Hardt führte im Jahr 1941 eine Reparatur durch. Die heutige Orgel ist ein Hardt-Neubau aus dem Jahr 1958 mit einem Freipfeifenprospekt. Sie verfügt über sechs Register, die auf einem Manual und Pedal verteilt sind. Das Instrument weist folgende Disposition auf:
| I Hauptwerk C– |       |
| Gedackt        | 8′    |
| Principal      | 4′    |
| Rohrflöte      | 4′    |
| Octave         | 2′    |
| Mixtur III–IV  | 1 ⁄3′ |

| Pedal C– |     |
| Subbass  | 16′ |

- Koppeln: I/P